# Apis mellifera pomonella

Verbreitungsgebiet von Apis mellifera pomonella

Apis mellifera pomonella ist die östlichste Unterart der Westlichen Honigbiene (Apis mellifera).

## Verbreitung
Apis mellifera pomonella wurde durch morphometrische Untersuchungen von Bienenproben in Mittelasien, im westlichen und östlichen Tianshan-Gebirge entdeckt. Naheliegend wäre gewesen, dass es sich ursprünglich um Bienen von Wanderimkern der Sowjetunion handelte. Die Untersuchungen ergaben aber eindeutig, dass es sich um eine eigenständige Unterart handelt. Damit hat sich das natürliche Verbreitungsgebiet der Westlichen Honigbiene um etwa 2000 km nach Osten erweitert.

## Morphologie
A. mellifera pomonella kann morphologisch der Gruppe der „Bienen des Vorderen Orients“ (nach Friedrich Ruttner) zugeordnet werden. Sie ist der Kaukasischen Biene (A. mellifera caucasica) ähnlich, aber etwas kleiner und hat einen kürzeren Rüssel.